# Faithfully Yours (film, 1988)
Pour les articles homonymes, voir Faithfully Yours (film, 2022) et Faithfully Yours (homonymie).
Pour plus de détails, voir Fiche technique et Distribution.
Faithfully Yours (最佳女婿, Jui gaai lui sai) est une comédie romantique hongkongaise produite et réalisée par Wong Wa-kei et sortie en 1988 à Hong Kong.
Elle totalise 5 807 710 HK$ de recettes au box-office.

## Synopsis
Happy (Jacky Cheung), Big Eye (Max Mok) et Puddin Lai (Stephen Chow) sont de bons amis. Happy est un coiffeur qui ouvre son « Grand salon de coiffure en herbe » à côté du « Grand salon de coiffure de Shanghai », ce qui déplaît au propriétaire du Grand Shanghai, Chuk Tai-chung (Richard Ng). Alors que les deux sont en désaccord, la fille de Chuk, Ying (Sharla Cheung), se rend au salon de coiffure de Happy et les trois amis font de leur mieux pour la séduire. Un soir, après avoir trop bu, Ying tombe enceinte mais ne sait pas qui est le père et ne peut qu'attendre la naissance de son enfant pour le savoir. Happy, Big Eye et Puddin commencent à essayer de rentrer dans les bonnes grâces de Ying et de sa famille de toutes les manières possibles.

## Fiche technique
- Titre original : 最佳女婿
- Titre international : Faithfully Yours
- Réalisation : Wong Wa-kei
- Scénario : Cheung Hoi-hing
- Photographie : Lau Hung-chuen
- Montage : Poon Hung
- Musique : David Wu (en)
- Production : Wong Wa-kei
- Société de production : Long Shong Pictures, Golden Princess Film Production et Kay's Productions
- Société de distribution : Golden Princess Film Production
- Pays d'origine :  Hong Kong
- Langue originale : cantonais
- Format : couleur
- Genre : comédie romantique
- Durée : 90 minutes
- Dates de sortie :
  - Hong Kong : 17 décembre 1988

## Distribution
- Jacky Cheung : Happy Chan Hoi-sam
- Max Mok : Big Eye / Kei Ho-yan
- Stephen Chow : Puddin Lai
- Sharla Cheung : Ying
- Richard Ng : Chuk Tai-chung, le père de Ying
- Lydia Shum : la mère de Ying
- Teddy Yip : le parrain de Ying
- Sing Yan : l'assistant du salon de coiffure
- Mak Ho-wai : le chauffeur de taxi riche
- Bowie Wu : Birdy
- Law Ching-ho : Elephant
- Liu Kai-chi : l'employé du laboratoire médical
- Cheung Yuen-wah : la fille dans la maternité
- Alan Chan : le docteur
- Joyce Cheng (en) : le bébé
- Yuen Ling-to